# Россия на «Евровидении-2005»
Россия на «Евровидении-2005», прошедшем в Киеве, выступила в 9-й раз за свою историю. Страну представляла Наталья Подольская с песней Nobody hurt no one и заняла 15-е место всего с 57 баллами.

## Исполнительница
Наталья Подольская родилась в Могилёве 20 мая 1982 года. Выступала с 9 лет в коллективе «Студия W» Могилёвского лицея музыки и хореографии, в составе коллектива стала лауреатом конкурсов «Зорная ростань», «Магутный божа» (Беларусь) и «Goldenfest» (Польша). Окончила музыкальную школу по классу фортепиано, завоевала первую премию на фестивале «Золотой Шлягер'99», третью премию на «Славянском базаре» в Витебске в 2002 году и Гран-при на фестивале «UNIVERSETALENT» в Праге в 2002 году.
В 2004 году Наталья Подольская выступила в белорусском отборе на Евровидение с песней «Unstoppable», написанной Майклом Джеем, но заняла 2-е место. Окончив Белорусский институт правоведения в Могилёве, Наталья отправилась в Москву для поступления на вокальное отделение московского Института современного искусства и стала участницей 5-го сезона реалити-шоу «Фабрика звёзд». Продюсерами Натальи в России стали Иосиф Пригожин и Виктор Дробыш. В конце декабря 2004 года Наталья выпустила дебютный альбом «Поздно».

## Национальный отбор

### Правила и подготовка
Подготовка к национальному отбору началась достаточно поздно: в январе 2005 года на Первом канале российского телевидения впервые сообщили о том, что для всех желающих открыт национальный отбор. Принимались только профессиональные студийные записи продолжительностью не более 3 минут, исполняющиеся одним или группой до 6 артистов, достигших 16 лет, и не издававшиеся и не исполнявшиеся публично до 1 октября 2004 года. Каких-либо подробностей Первый канал не сообщал. Было принято решение провести 4 полуфинала и финал, однако число полуфиналов сократили до трёх: 4, 11 и 18 февраля 2005 должны были пройти полуфиналы, а финал был намечен на 25 февраля 2005. Национальный отбор впервые за 8 лет приобрёл открытый характер, и Первый канал предложил зрителям самостоятельно путём телефонного и СМС-голосования выбрать лучшую песню и лучшего исполнителя.
Все четыре шоу прошли в Москве в студии Первого канала: ведущими стали Андрей Малахов и Яна Чурикова. Профессиональное жюри отобрало 30 песен, разделив их на три полуфинала по 10 песен каждый: из 10 песен три выходили в финал. Трижды в день показывались шоу, чтобы предоставить право для телефонного и СМС-голосования жителям трёх часовых поясов России. Окончательные результаты объявили в прямом эфире.
В жюри вошли:
- Константин Эрнст, генеральный директор Первого канала
- Юрий Аксюта, директор музыкального вещания Первого канала
- Илья Бачурин, продюсер
- Артур Гаспарян, журналист
- Виктор Дробыш, продюсер
- Лариса Долина, певица
- Максим Дунаевский, композитор
- Максим Кононенко, журналист
- Александр Малинин, певец
- Игорь Матвиенко, композитор
- Владимир Матецкий, композитор
- Владимир Полупанов, журналист
- Лариса Синельщикова, продюсер
- Максим Фадеев, композитор
- Лариса Хавкина, журналист
- Алексей Чарыков, продюсер

### Недобор исполнителей
Полностью укомплектовать тридцатку исполнителей не удалось с первого голосования, прошедшего 31 января 2005, поскольку из 50 композиций, прошедших первой стадии отбора, сразу 15 были поданы малоизвестными исполнителями. Исполнение песен некоторыми группами («Reflex» и «Чай вдвоём») было некачественным, и их пришлось взять с условием более тщательной подготовки. 4 февраля ряд участников национального отбора пополнился новыми фамилиями, и за их кандидатуры заступился лично Константин Эрнст.
Перед конкурсом сразу несколько экстравагантных исполнителей объявили о своих планах поездки на Евровидение: шоумен Антон Самсонов, более известный как Антти Курьяхальб (фин. Antti Kurjahalb), выставил кандидатуру группы «Time 2 Ale», пообещав на сценическом выступлении показать живых кошек, однако в полуфинале группы не оказалось. Также о своём участии заговорила малоизвестная группа «Мин Нет», чьи участницы выпустили скандальный альбом «Peace Da» в 2004 году и с долей иронии говорили, что даже прошли у гинеколога проверку на наличие девственности. Верка Сердючка (настоящее имя Андрей Данилко), ранее подававшая заявку на участие от Украины с песней «Люби меня», заявила о готовности представить Россию на конкурсе в Киеве, представив инструментальную запись одной из своих песен жюри. Тем самым Данилко вместе с белорусской певицей Натальей Подольской и казахским певцом Батырханом Шукановым оказывался в числе трёх иностранных граждан, выступающих на российском национальном отборе. Однако в самый последний момент перед полуфиналом Сердючка сняла заявку без объяснения причины и объявила, что не собиралась вообще участвовать. В связи с недобором исполнителей в третий полуфинал решили включить Сергея Мазаева для роста зрительского рейтинга, однако Мазаев не прибыл на репетицию и в итоге был исключён из числа конкурсантов. Об участии в конкурсе заявлял музыкант Андрей Жинжин, который собирался ехать с песней «In The Sky», но также был исключён из числа участников.
Своеобразную помощь российскому национальному отбору оказал европейский официальный фан-клуб Евровидения OGAE, предложив кандидатуру певицы Варвары, которая в 2004 году выиграла конкурс песни OGAE-2004 с песней «Грозы».

### Нарушения правил
Критики считают этот национальный отбор в России одним из худших, поскольку значительная часть песен не удовлетворяла требованиям конкурса, а их исполнители фактически пели под фонограмму с записанными ранее голосами или откровенно плагиатили. Жюри обвиняло ряд финалистов в плагиате с песен Стинга, группы Aerosmith и Тома Джонса, но в связи с отсутствием официальных подтверждений не могло никого снять. Также на конкурс попадали кавер-версии других песен, что также не допускалось правилами. Одна из песен обратила на себя внимание финских слушателей: песня певицы Славы «Само собой» оказалась кавер-версией песни «Lopeta» группы Tik Tak, выпущенной в 1999 году и перезаписанной группы «Larharyhma» в 2000 году. Продюсер певицы Виктор Дробыш, который ранее работал в Финляндии, взял на себя вину за случившееся и назвал это досадным недоразумением, а его сын Валерий объяснил, что из-за ошибки курьера на Первый канал не попал диск с песней «I Wanna Be The One», с которой Слава и собиралась выступить. Ещё в числе кавер-версий оказались песни «Don't Get Down» группы «Playgirls» (кавер-версия песни «Don't Get Down Like That» шведской группы «Play»), «Хочу быть птицей» Натальи Фатеевой и группы «Икс-Миссия» (русская версия песни Фредди Меркьюри «Born To Love You»).
Ещё одно правило гласило, что песню нельзя было выпускать для коммерческого релиза до 1 октября 2004 года. Под это нарушение правил попали песни «Люблю» группы «Reflex» (песня исполнена в середине сентября 2004 года), «Стоп (Остановка в пути)» группы КГБ (исполнена в сентябре 2004 года) и «Славянские танцы» Сергея Мазаева и группы «Моральный кодекс» (песня исполнена ещё в конце 2002 — начале 2003 года). В октябре 2003 года Анжелика Рудницкая разместила на своём сайте французскую версию песни «Сердце Ангела», а группа «Be Good» выпустила композицию «Take Me Back To Rio» в 2001 году на альбоме «All About You» и разместила её семпл в 2003 году в Интернете. Автор песни Владимир Густов утверждал, что песня его не была выпущена на альбоме и не нарушала правила запрета на коммерческий релиз раньше 1 октября 2004 года, а готовили её к Евровидению, тщательно скрывая от общественности этот факт. Однако особым случаем стала песня «Identify Yourself» Ирины Шотт, демоверсию которой и текст разместили в декабре 2002 года в Интернете. Поскольку в правилах Евровидения не было что-то прописано о публикации в Интернете, прямо запретить песню нельзя было. Представители певицы — автор песни Питер Райт, глава звукозаписывающей компании Sony Music сэр Гарри Коуэлл и сама певица отрицали тот факт, что песня была выпущена для коммерческого распространения. Первый канал решил не дисквалифицировать песню, однако Европейский вещательный союз пообещал проверить всю информацию в том случае, если песня всё же победит на национальном отборе.

### 1-й полуфинал
Первый полуфинал прошёл 4 февраля 2005 года. В интервал-актах выступили Алсу, Юлия Савичева и Александр Малинин. В финал вышли Дима Билан, Jam (Муса Шериф) и Елена Терлеева и Анастасия Стоцкая. Перед полуфиналом ошибочно ходили слухи, что в группе Playgirls на отборе выступила Полина Гагарина.
| Номер | Исполнитель          | Песня                       | Голосование телезрителей | Место |
| ----- | -------------------- | --------------------------- | ------------------------ | ----- |
| 1     | КГБ                  | Stop                        | 9,1 %                    | 6     |
| 2     | Роман Полонский      | The Story of My Life        | 4,8 %                    | 9     |
| 3     | Батырхан Шукенов     | Твои шаги                   | 6,9 %                    | 7     |
| 4     | Playgirls            | Don’t Get Down Like That    | 9,6 %                    | 5     |
| 5     | Дима Билан           | Not That Simple             | 13,4 %                   | 3     |
| 6     | Катя Бачурина        | Теряла тебя                 | 5,7 %                    | 8     |
| 7     | Jam и Елена Терлеева | No More War                 | 20,1 %                   | 1     |
| 8     | Reflex               | Люблю                       | 11 %                     | 4     |
| 9     | Роман Смирнов        | One Day                     | 3,9 %                    | 10    |
| 10    | Анастасия Стоцкая    | Shadows dance all around me | 15,5 %                   | 2     |

### 2-й полуфинал
Второй полуфинал состоялся 11 февраля 2005 года. В интервал-актах выступили Лариса Долина, Леонид Агутин и Анжелика Варум. В финал вышли фавориты конкурса: группа «Чай вдвоём», певицы Варвара и Наталья Подольская. Критики отметили, что «Чай вдвоём» выступали не под фонограмму, а именно вживую; Варвара исполняла песню с этническими мотивами, которые были практически во всех номерах участников Евровидения-2005, а песня Натальи Подольской была наиболее близка к современной европейской музыке.
| Номер | Исполнитель        | Песня               | Голосование телезрителей | Место |
| ----- | ------------------ | ------------------- | ------------------------ | ----- |
| 1     | Звери              | Снегопад            | 13,2 %                   | 4     |
| 2     | Оксана Мажулис     | Rebel Angel         | 5 %                      | 6     |
| 3     | City               | Город Любви         | 0,7 %                    | 10    |
| 4     | Ассорти            | Keep On Shining     | 12 %                     | 5     |
| 5     | Lana Light         | Never Never         | 2 %                      | 8     |
| 6     | Варвара            | Летала да пела      | 20,4 %                   | 2     |
| 7     | Чай вдвоём         | Lusille is my name  | 14,4 %                   | 3     |
| 8     | Анжелика Рудницкая | Сердце ангела       | 1,8 %                    | 9     |
| 9     | Be Good            | Take Me Back To Rio | 3,3 %                    | 7     |
| 10    | Наталья Подольская | Nobody Nurt No one  | 27,2 %                   | 1     |

### 3-й полуфинал
Третий полуфинал состоялся 18 февраля 2005. В интервал-актах выступили группы «Мумий Тролль» и «Премьер-Министр», ранее выступавшие от России на Евровидении в 2001 и 2002 годах. Сергей Мазаев, заявленный в числе полуфиналистов, был дисквалифицирован за неявку на репетицию, и число конкурсантов сократилось до 9; певица Слава сумела всё-таки выступить с заявленной песней «I wanna be the one». В финал вышли Ирина Шотт, Слава и дуэт Александра Панайотова и Алексея Чумакова.
| Номер | Исполнитель                           | Песня              | Голосование телезрителей | Место |
| ----- | ------------------------------------- | ------------------ | ------------------------ | ----- |
| 1     | Полина Гриффис                        | Justice of Love    | 6,4 %                    | 6     |
| 2     | Александр Панайотов и Алексей Чумаков | Балалайка          | 22,5 %                   | 2     |
| 3     | Виктория Маркова                      | Я закрою дверь     | 0,8 %                    | 9     |
| 4     | Анита Цой                             | Ла-ла-лей          | 6,3 %                    | 7     |
| 5     | Николай Демидов                       | Differences        | 8,7 %                    | 4     |
| 6     | Лада Дэнс                             | Mixed Up World     | 8,1 %                    | 5     |
| 7     | группа Санкт-Петербург                | Матрёшки           | 1,8 %                    | 8     |
| 8     | Слава                                 | I Wanna Be The One | 9,7 %                    | 3     |
| 9     | Ирина Шотт                            | Identify Yourself  | 35,7 %                   | 1     |
| 10    | С̶е̶р̶г̶е̶й̶ М̶а̶з̶а̶е̶в̶                         | С̶л̶а̶в̶я̶н̶с̶к̶и̶е̶ т̶а̶н̶ц̶ы̶   | dis                      | dis   |

### Финал
25 февраля 2005 года прошёл финал национального отбора с участием 9 финалистов. В интервал-актах выступили Бонни Тайлер, Филипп Киркоров, Валерия и Африк Симоне. Только телезрительское голосование определяло победителя отбора, хотя жюри заявило, что хотело бы увидеть Диму Билана в Киеве. Несмотря на это, победу одержала Наталья Подольская, набравшая больше всего зрительских голосов. Сама Наталья заявила, что Дима Билан и дуэт Александра Панайотова и Алексея Чумакова были главными её конкурентами.
| Номер | Исполнитель                           | Песня                       | Голосование телезрителей | Место |
| ----- | ------------------------------------- | --------------------------- | ------------------------ | ----- |
| 1     | Jam и Елена Терлеева                  | No More War                 | 10,6 %                   | 6     |
| 2     | Дима Билан                            | Not That Simple             | 15 %                     | 2     |
| 3     | Анастасия Стоцкая                     | Shadows dance all around me | 13,5 %                   | 3     |
| 4     | Варвара                               | Летала да пела              | 12,6 %                   | 4     |
| 5     | Чай вдвоём                            | Lusille is my name          | 5,2 %                    | 8     |
| 6     | Наталья Подольская                    | Nobody Nurt No One          | 20,2 %                   | 1     |
| 7     | Ирина Шотт                            | Identify Yourself           | 8,6 %                    | 7     |
| 8     | Александр Панайотов и Алексей Чумаков | Балалайка                   | 11,6 %                   | 5     |
| 9     | Слава                                 | I Wanna Be The One          | 2,9 %                    | 9     |

## Подготовка к конкурсу

### Видеоклип и имидж
Песня Натальи «Nobody Hurt No One» (англ. Не причиняйте друг другу боль) была написана Мэри Сьюзан Эпплгейт, автором более 400 релизов и лауреатом премии ASCAP за песню «The Power of Love» для Селин Дион, и Джей Пи Чейзом (он же Джей Пи Ярвинен), участником финского отбора 2002 года с песней «Make The Rain» и полуфинала 2004 года с песней «Reason». Со слов исполнительницы, песня носила пацифистский характер и призывала прекратить насилие и террор, хотя пресса углядела некий политический антиамериканский подтекст. Запись студийной версии состоялась в середине марта 2005 года в финской музыкальной студии Finnvox, сведение — Music Makers. В радиоротацию песня была запущена 18 марта, а в качестве видеопревью для Евровидения представили запись с полуфинала конкурса. Первый канал не занимался раскруткой песни, что снизило её популярность и повлияло на букмекерские ставки. Клип был снят только в конце апреля.
Перед конкурсом пошли слухи, что с Натальей Подольской якобы будут выступать барабанщик Аки Хакала из финской рок-группы «The Rasmus» и бас-гитарист Тимо Хухтала из группы «Killer», а также гитарист Валерий Дробыш, бэк-вокалистки Ольга Белая и Виктория Дайнеко. Огромное число фанатов OGAE подхватило эту журналистскую утку и в итоге долгое время заявляли, что так действительно будет. Информация о том, что Аки Хакала и Тимо Хухтала будут сниматься в видеоклипе, долгое время ходила в прессе, пока не выяснилось, что в клипе всё же снялся Тимо Хухтала, но с бывшим барабанщиком Killer Тейо Ямса. В Киев поехали барабанщик Тейо Ямса, бас-гитарист Тони Хинтикка из группы Technicolour, гитарист Валерий Дробыш, певицы Ольга Белая и Яна Козлова (она же Яна Дайнеко) — дочь белорусского певца Валерия Дайнеко и солистка группы «Поющие Вместе». В связи с ложной информацией фанаты группы The Rasmus на официальном сайте Подольской обвинили певицу в обмане.
Костюм для Натальи Подольской придумала Наталья Пилат. Для живого выступления предлагались различные идеи, однако Виктор Дробыш решил не использовать предложения хореографов, поскольку считал, что рок-стиль песни должен сохраниться: Елена Кипер предлагала выкатить Подольскую на пушке, но Дробыш запретил даже думать об этом. От пиротехники пришлось отказаться по просьбе организаторов.

### Гастроли
В связи с тем, что песню в России никто не продвигал и не рекламировал, Виктор Дробыш решил сделать ставку на гастроли за рубежом. На туре Наталья выступала соло без бэк-группы под фонограмму, выступив ещё раньше таким образом 19 апреля на Дне Радио в России. Гастроли Наталья начала с фестиваля Таврийские игры в Каховке, где выступали Шири Маймон (Израиль), Джавин Хилтон (Великобритания), группа «Гринджолы» (Украина) и Борис Новкович (Хорватия). Фестиваль не транслировался в прямом эфире, а сама Наталья добиралась на самолёте Як-40. Также Наталья дала интервью телеканалу «Интер», выступив всего на трёх телепередачах, и выступила ещё на пяти радиопередачах, в том числе дав интервью Павлу Шилько (DJ Pasha, ведущий Евровидения-2005).
На телерадиокомпании HRT в Хорватии Наталья снялась для передачи «Studio 10» как одна из 14 популярных конкурсанток этого года, но интервью не дала. В Бельгии она дала концерт в Антверпене в клубе «Popi Cafe» для ЛГБТ-аудитории, но снова не выступила на телевидении. В Греции она дала интервью для шоу «Euromania» телеканала ERT и его официального сайта, а также телеканалу Star. 12 мая прошла пресс-конференция перед поездкой на Евровидение, а 13 мая Наталья выступила в Финляндии и оттуда же улетела в Киев.

## Выступление
Первый канал показал полуфинал и финал конкурса в прямом эфире: комментировали конкурс Юрий Аксюта и Елена Батинова, а голоса от России оглашала Яна Чурикова. Наталья Подольская провела первую репетицию 16 мая без конкурсных костюмов, оставшись недовольной номером: выступление прошло два раза с камерами. 17 мая Наталья дала две пресс-конференции вместе с делегацией: Джей Пи Чейз (автор текста), Игорь Буренков (представитель Первого канала), Юрий Аксюта (глава делегации), переводчик и вся бэк-группа. На первой пресс-конференции Наталья исполнила акапелла вариант конкурсной песни и песню «Реченька», а на второй — песня Аллы Пугачёвой «Ты, я знаю, на свете есть». Наталья заявила, что не интересуется мнением прессы и что в её тексте нет никаких антиамериканских оттенков. Пресс-конференция не вызвала большого ажиотажа в связи с тем, что журналисты были в большинстве своём на скандинавской вечеринке Евровидения, хотя многие исполнители отменили свои пресс-конференции.
Вторая репетиция прошла в конкурсных костюмах 17 мая, и Наталья снова осталась недовольна работой операторов. К пульту управления не были допущены российские звукорежиссёры. 18 мая с утра Наталья дала интервью Павлу Шилко на Гала Радио, после чего отправилась на экскурсию в деревню-музей Пирогово с делегацией. Российская вечеринка прошла в тот же день в клубе «Патипа», однако осталась незамеченной на фоне македонской вечеринки, где было большинство журналистов. 19 мая делегация отдыхала, а 20 мая прошли финальные репетиции. Подольская была уже довольна работой телекамер, а эксперты прогнозировали 8-е или 9-е место Наталье.
21 мая состоялся финал, и за четыре часа до начала телетрансляции с артистами начали работу визажисты и парикмахеры. Наталья Подольская в грин-руме не выражала никакого волнения, что даже удивило Виктора Дробыша. Поскольку Россия попала в Топ-10 в прошлом году, то она автоматически проходила в финал. 22 марта на жеребьёвке Россия получила 20-й итоговый номер, выступая после Греции и перед Боснией и Герцеговиной. На конкурсе выступили Тони Хинтикка (бас-гитара), Валерий Дробыш (гитара), Тейо Ямса (ударные), Яна Козлова и Ольга Белая (бэк-вокал). Итоговый результат оказался очень скромным: 15-е место всего с 57 баллами. Россия получила очки только от бывших советских республик и от Финляндии: телерадиокомпания YLE отметила в прямом эфире, что в группе Натальи действительно выступали финские музыканты. Впрочем, результат был не самым пессимистичным: в Финляндии ставили Россию на последнее место.

## Голосование
| Голоса за российского исполнителя | Голоса за российского исполнителя |
| --------------------------------- | --------------------------------- |
| Оценка                            | Страны                            |
| 12                                | Белоруссия                        |
| 10                                | Молдавия, Латвия                  |
| 8                                 | −                                 |
| 7                                 | Финляндия, Эстония, Литва         |
| 6                                 | −                                 |
| 5                                 | −                                 |
| 4                                 | Украина                           |
| 3                                 | −                                 |
| 2                                 | −                                 |
| 1                                 | −                                 |

| Голоса российских телезрителей | Голоса российских телезрителей |
| ------------------------------ | ------------------------------ |
| Оценка                         | Страна                         |
| 12                             | Мальта                         |
| 10                             | Молдавия                       |
| 8                              | Израиль                        |
| 7                              | Швейцария                      |
| 6                              | Сербия и Черногория            |
| 5                              | Латвия                         |
| 4                              | Греция                         |
| 3                              | Венгрия                        |
| 2                              | Украина                        |
| 1                              | Хорватия                       |

## Критика
После конкурса все участники провели заключительную вечеринку в «Евроклубе-Арена», и российская делегация не испытывала особого расстройства. Однако мнения делегации после конкурса разошлись. Юрий Аксюта и Наталья Подольская не были особо расстроены 15-м местом, сказав, что претензий не могло быть ни к кому и что кто-то должен был всё-таки оказаться на последних местах (Наталья отметила, что и Алла Пугачёва, и Филипп Киркоров тоже не попадали даже в Топ-10 конкурса). А вот Игорь Буренков и Виктор Дробыш скептически отнеслись к результатам голосования: Буренков заявил, что на конкурсе было соседское голосование и что Россию парадоксально никто не поддержал, а Дробыш назвал своей ошибкой выбор поп-рок-стиля для Евровидения, сделанный под влиянием финской сцены.
Ответственность критики возложили на Первый канал, который не провёл должный предконкурсный промоушен певицы, своевременные съёмки клипа и гастроли за рубежом. А уже в 2006 году Юрий Аксюта заявил, что формат национального отбора 2005 года был полным провалом и что зрительская аудитория, слушавшая именно «Фабрику Звёзд», тогда попросту отняла победу у Димы Билана, который в 2006 году занял 2-е место в Греции. Аксюта заявил, что за 3-4 месяца до Евровидения подготовить хит для участника от России было бы просто невозможно.
Подольская продолжила гастрольную деятельность в России и мире, выпустив в 2013 году альбом «Интуиция» и множество синглов, а также сняв ряд видеоклипов.